# Leticia Boscacci
Leticia Boscacci (8 de novembro de 1985) é uma voleibolista profissional argentina. 

## Carreira
Leticia Boscacci em 2016 representou a Seleção Argentina de Voleibol Feminino nos Jogos Olímpicos de Verão no Rio de Janeiro, que foi 9º colocada.